# Бікон-1
Бікон-1 (англ. Beacon 1, Маяк) — американський технологічний супутник для вивчення щільності атмосфери на різних висотах. Даний апарат мав стати першим американським супутником, який можна було б помітити неозброєним оком. Супутник мав форму тонкої надувної пластикової сфери, вкритої алюмінієвою фольгою, діаметром 3,7 м (12 футів) після надування газом.
Для запуску використовувалась ракета-носій Джуно-1 — Юпітер-Сі з додаванням п'ятого ступеня. На 62 секунді польоту під час роботи двигуна першого ступеня увімкнулись одинадцять твердопаливних ракет другого ступеня, а на 149-й секунді польоту відбувся вибух.